# ملوية مأبونة
ملوية مأبونة (بالإنجليزية: Helicobacter cinaedi)‏ هي نوع من البكتيريا، سلبية الغرام، تتبع الملوية.